# LADSPA
LADSPA是Linux Audio Developers Simple Plugin API（即Linux音频开发者
简易插件应用程序接口）的开头首字母缩写。它是处理滤波器和效果器的一个标准，在GNU LGPL下发布。它最初是通过在Linux音频开发者发送文件清单的一致性而设计，但它也可在其他平台上运行。这个标准在很多自由音频软件项目中采用，并有各种的LADSPA插件可供使用。
LADSPA主要是以由C语言编写的头文件的形式存在。
有非常多的音频插件标准并且支流的现代软件合成器和音频编辑器支持多种标准。最为人们所知的可能是Steinberg Cubase的虚拟工作站技术（Virtual Studio Technology）。LADSPA是在这类中比较不寻常的，它尝试着要之提供其他标准“最通用的那部分”。这以为这它的涵盖域是比较局限的，但此标准简易且使用它写成的插件容易嵌入其他程序。此标准一直都只有很少的改动，因此它的兼容性方面的问题是很少的。
DSSI对LADSPA进行扩展，使其涵盖乐器插件。
LV2是继承者，基于LADSPA但允许简单的扩展。

## 竞争技术
- Apple公司的Audio Units
- Digidesign公司的Real Time AudioSuite
- 微软公司的DirectX plugin
- Steinberg公司的VST（Virtual Studio Technology）